# Jessie Knight
Jessie Knight (* 15. Juni 1994 in Epsom) ist eine britische Sprinterin und Hürdenläuferin, die sich auf die 400-Meter-Distanz spezialisiert hat. Hauptberuflich ist sie Grundschullehrerin.

## Sportliche Laufbahn
Ihren ersten internationale Erfolg feierte Jessie Knight im Jahr 2020, als sie beim Janusz Kusociński Memorial in 55,44 s siegte und anschließend beim Ostrava Golden Spike mit 39,35 s über 300 Meter Hürden eine neue britische Bestleistung aufstellte und damit auf Rang drei gelangte. Im Jahr darauf gelangte sie bei den Halleneuropameisterschaften in Toruń im 400-Meter-Lauf bis ins Halbfinale und schied dort mit 52,22 s aus, während sie mit der britischen 4-mal-400-Meter-Staffel in 3:28,20 min die Silbermedaille hinter dem Team aus den Niederlanden gewann. Anfang Mai wurde sie dann bei den World Athletics Relays im polnischen Chorzów in 3:29,27 mit dritte in der 4-mal-400-Meter-Staffel hinter Kuba und Polen. Kurz darauf siegte sie in 54,74 s beim Ostrava Golden Spike und nahm dann im August an den Olympischen Sommerspielen in Tokio teil, konnte dort aber ihr Rennen in der Vorrunde nicht beenden. Anschließend siegte sie beim CITIUS Meeting in Bern und steigerte dort ihre Bestleistung auf 54,23 s.
2022 gelangte sie bei den Hallenweltmeisterschaften in Belgrad bis ins Halbfinale über 400 Meter und schied dort mit 51,93 s aus. Zudem belegte sie mit der britischen Frauenstaffel in 3:29,82 min den fünften Platz. Im Mai siegte sie in 54,09 s beim IFAM Oordegem und wurde anschließend bei den Bislett Games in 54,84 s Dritte. Im Juli schied sie bei den Weltmeisterschaften in Eugene mit 55,39 s im Halbfinale aus und mit der Staffel gewann sie in 3:22,64 min gemeinsam mit Victoria Ohuruogu, Nicole Yeargin und Laviai Nielsen die Bronzemedaille hinter den Teams aus den Vereinigten Staaten und Jamaika. Daraufhin belegte sie bei den Commonwealth Games in Birmingham mit 55,11 s den fünften Platz und wurde mit der Staffel disqualifiziert. Mitte August schied sie dann bei den Europameisterschaften in München mit 55,39 s im Halbfinale aus. Im Jahr darauf siegte sie in 54,32 s bei den Paavo Nurmi Games sowie in 54,96 s beim Ostrava Golden Spike. Im August schied sie bei den Weltmeisterschaften in Budapest mit 54,51 s im Halbfinale aus. 2024 gewann sie bei den Hallenweltmeisterschaften in Glasgow mit neuem Landesrekord von 3:26,36 min gemeinsam mit Laviai und Lina Nielsen und Ama Pipi die Bronzemedaille mit der Staffel die Bronzemedaille hinter den Teams aus den Niederlanden und den Vereinigten Staaten. Im Juni schied sie dann bei den Europameisterschaften in Rom mit 56,01 s im Halbfinale über 400 Meter Hürden aus. Anschließend schied sie bei den Olympischen Sommerspielen in Paris mit 54,90 s ebenfalls im Semifinale aus.
In den Jahren 2020, 2022 und 2023 wurde Knight britische Meisterin im 400-Meter-Hürdenlauf sowie 2020 und 2022 Hallenmeisterin über 400 Meter.

## Persönliche Bestzeiten
- 400 Meter: 51,75 s, 4. August 2023 in Bern
  - 400 Meter (Halle): 51,57 s, 15. Februar 2020 in Glasgow
- 300 m Hürden: 38,84 s, 31. Mai 2022 in Ostrava (britische Bestleistung)
- 400 m Hürden: 54,09 s, 28. Mai 2022 in Oordegem